# 黄洁夫
黄洁夫（1946年3月—），男，江西吉安人，中华人民共和国外科医生、政治人物，外科学硕士，原中华人民共和国卫生部副部长。现任中央保健委员会副主任。

## 生平
1963年9月至1969年9月，在广州中山医学院医疗系学习。
1969年9月至1970年9月，留校待分配。
1970年9月至1979年9月，在昆明钢铁公司职工医院任外科医师。
1975年7月，加人中国共产党。
1979年9月至1982年9月，为中山医科大学肝胆外科专业研究生。
1982年9月至1984年6月，任中山医科大学附属第一医院肝胆外科医师、外科副主任。
1984年6月至1987年9月，为澳大利亚悉尼大学高级访问学者。
1987年9月至1990年10月，任中山医科大学附属第一医院肝胆外科主任。
1990年10月至1992年11月，任中山医科大学附属第一医院副院长。
1992年11月至1996年1月，任中山医科大学副校长、党委常委兼中山医科大学附属第一医院院长、党委书记。
1996年1月至1997年12月，任广东省科协副主席，中山医科大学校长、党委副书记。
1997年12月至2001年10月，任广东省科协副主席，中华医学会副会长，中山医科大学党委书记、校长。
2001年10月，任卫生部副部长、党组成员。
2003年12月，欧美同学会第五届理事会第一次会议在北京召开，他担任副会长。
2008年，当选第十一届全国政协委员，代表医药卫生界，分入第四十六组。并担任教科文卫体委员会专委。